# Bogdan Turudija
Bogdan Turudija est un footballeur yougoslave et serbe né le 30 juin 1948 à Loznica (Serbie). Il a évolué comme attaquant à l'OFK Belgrade. 

## Carrière de joueur
- 1965-1976 : OFK Belgrade  Yougoslavie
- 1976-1978 : Troyes AF  France
- 1977-1978 : EB Fontainebleau N  France
- 1978-1979 : OFK Belgrade  Yougoslavie
- 1978 : Oakland Stampers  Canada
- 1979 : Edmonton Drillers  Canada
- 1979-1982 : UR Namur  Belgique

## Palmarès
- Vainqueur de la Coupe de Yougoslavie en 1966 avec l'OFK Belgrade

## Source
- Marc Barreaud, Dictionnaire des footballeurs étrangers du championnat professionnel français (1932-1997), Éditions l'Harmattan, 2001. cf. notice du joueur page 268.